# Hương Lan
Trần Thị Ngọc Ánh, thường được biết đến với nghệ danh Hương Lan (sinh ngày 9 tháng 5 năm 1956), là một nữ ca sĩ người Mỹ gốc Việt. Là một trong những giọng ca xuất sắc nhất trong các dòng nhạc vàng, nhạc trữ tình và cải lương xuyên suốt sự nghiệp của mình, bà còn được biết đến là một trong những giọng ca trụ cột của Trung tâm Thúy Nga từ những ngày đầu tiên thành lập tại hải ngoại.

## Thân thế
Hương Lan tên thật là Trần Thị Ngọc Ánh, sinh ngày 9 tháng 5 năm 1956 tại Sài Gòn, là con cả trong gia đình có 5 người con. Thân phụ của bà là nghệ sĩ Hữu Phước, nghệ sĩ cải lương ở Việt Nam Cộng hòa thập niên 1960. Dưới sự giáo dục của thân phụ, bà khởi nghiệp ca hát bằng thể loại vọng cổ. Năm 1960, thân phụ bà đã đưa bà lên sân khấu và cùng diễn trong vở cải lương Thiếu phụ Nam Xương, khi chỉ mới 5 tuổi. Nghệ danh Hương Lan của bà được ghép từ chữ "Hương" trong Thanh Hương và chữ "Lan" trong Út Bạch Lan, nghệ danh của 2 nghệ sĩ thân thiết với gia đình.

## Sự nghiệp âm nhạc

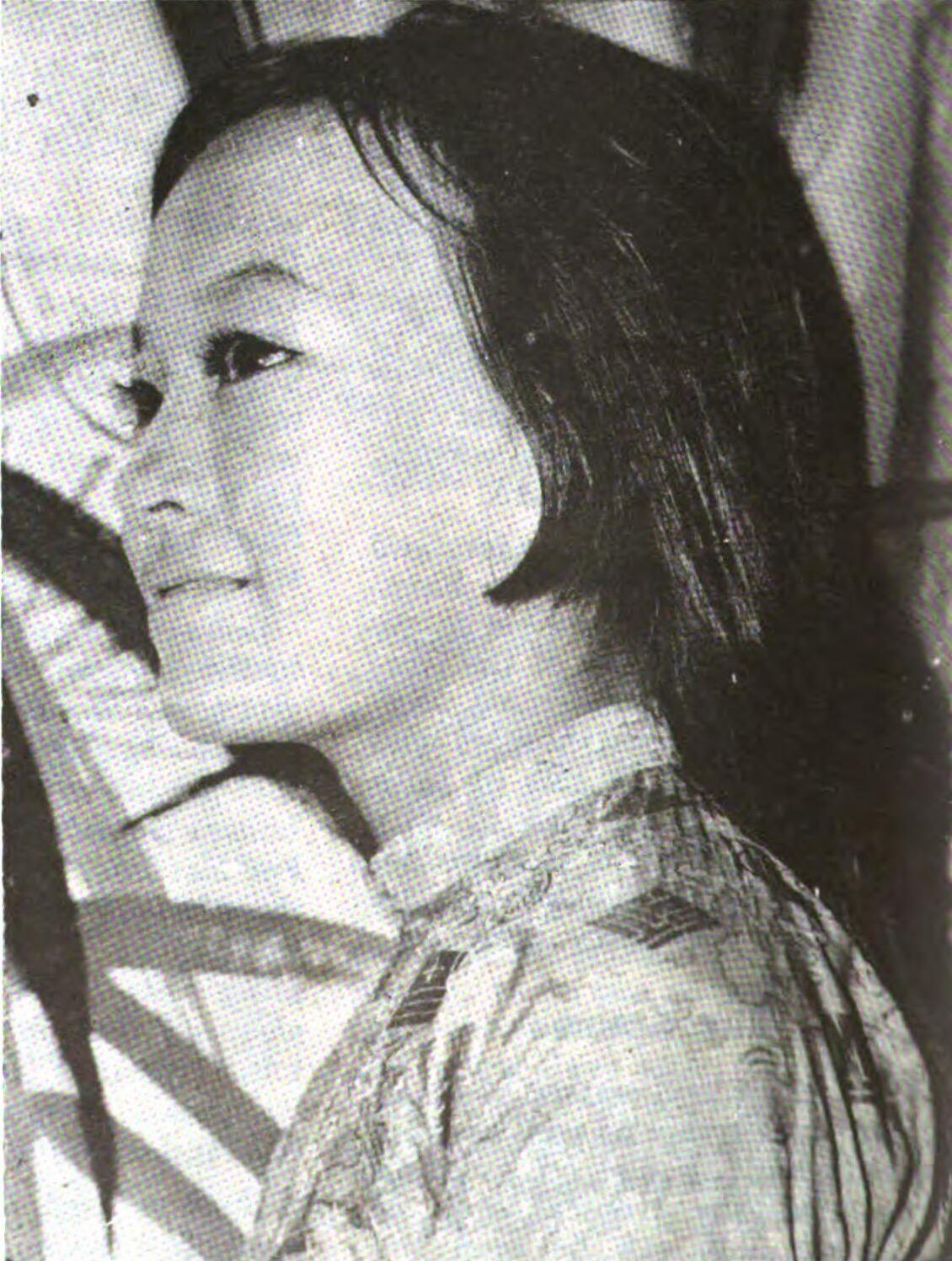
Hương Lan vào năm 1972.

### Khởi đầu sự nghiệp với tân nhạc
Năm 1966, bà khởi đầu sự nghiệp hát tân nhạc dưới sự dìu dắt của nhạc sĩ Trúc Phương. Nhiều bài tân nhạc do bà trình diễn đơn hoặc song ca với các danh ca khác được phát trên đài phát thanh hoặc thu âm trên các đĩa nhựa. Ca khúc tiêu biểu của bà là Ai ra xứ Huế của Duy Khánh nhận nhiều sự chú ý và mến mộ bởi chất giọng ngọt ngào và thanh khiết. Bà được hầu hết các nhật báo cũng như tạp chí ở Sài Gòn lúc bấy giờ mệnh danh là "thần đồng".
Từ cuối năm 1974, nhạc sĩ Ngọc Chánh đã có những cuộc thương thảo nhằm thực hiện tuyển tập thu băng đầu tiên mang tên "Tiếng hát Hương Lan", trong bộ băng nhạc Shotguns thời bấy giờ. Tuy nhiên, dự án này không thể thực hiện do thời cuộc đầu năm 1975.

### Trở thành đào chánh cải lương
Đầu năm 1975, bà cùng cha được mời về diễn cải lương và tuồng cổ với đoàn Kim Chung. Thời gian này, bà thường diễn chung với kép hát trẻ lừng danh thập niên 1970 là nghệ sĩ Chí Tâm. Chỉ trong thời gian ngắn, cặp đôi Chí Tâm - Hương Lan được xem là một trong những cặp  diễn viên thu hút khán giả nhất ở Sài Gòn với các vở diễn "Hán đế biệt Chiêu Quân", "Cây sầu riêng trổ bông", "Nắng thu về ngõ trúc",...
Sau ngày 30 tháng 4 năm 1975, bà vẫn tiếp tục sự nghiệp ca hát trong đoàn cải lương Văn Công với các vở Tình yêu và Bạo chúa, Cây sầu riêng trổ bông, v.v. Tháng 12 năm 1975, bà lập gia đình với nghệ sĩ Chí Tâm, khi mới 20 tuổi. Năm 1977, bà sinh hạ người con trai đầu, đặt tên là Henri Bảo Nhi. Năm 1978, bà sinh hạ người con trai thứ, đặt tên là Patrick Bảo Trang.

### Vang danh tại hải ngoại

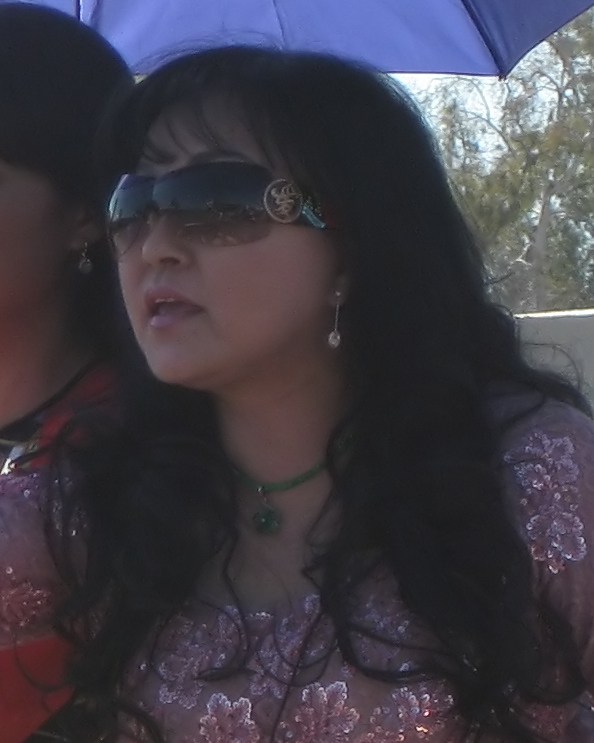
Hương Lan tại Mỹ vào năm 2009.

Trước đó, thân phụ bà, do có quốc tịch Pháp từ trước, nên đã sang Pháp định cư theo diện "hồi hương" sau sự kiện 30 tháng 4 năm 1975. Tháng 2 năm 1978, bà cùng chồng và người con trai được thân phụ bảo lãnh xuất ngoại định cư tại Pháp. Khi đó bà đang mang thai người con trai thứ 2.
Thời gian đầu ở Pháp, bà cùng chồng và hai con trai cư ngụ tại Saint Tolomon, ngoại ô thủ đô Paris. Cuộc sống chật vật, dù mới sinh hạ người con trai thứ 2, bà phải đi làm thuê ở nhà hàng kiếm sống, vừa hỗ trợ chồng có thể học tiếng Pháp và học nghề. Sang năm 1979, chồng bà may mắn xin được việc làm ở công ty Alcatel Thompson, một liên danh sản xuất bản mạch điện tử, nhờ đó cuộc sống gia đình cũng đỡ đần phần nào. Gia đình bà sau đó dọn về quận 13 ở Paris.
Hoạt động nghệ thuật của hai ông bà bấy giờ chỉ giới hạn khi thỉnh thoảng đi hát trong các buổi lễ của cộng đồng Việt Nam tại Pháp. Thời gian này, giữa hai người bắt đầu nảy sinh những rạn nứt và mâu thuẫn. Năm 1982, bà ly dị và dẫn hai con trai sang Mỹ.
Tại Mỹ, bà tham gia sinh hoạt văn nghệ trong cộng đồng người Việt. Năm 1983, Trung tâm Thúy Nga mời bà tham gia thu âm và ghi hình cho tuyển tập chương trình Paris By Night, bà tham gia biểu diễn với 2 nhạc phẩm "Muộn màng" (tác giả: Tấn Phát, song ca với Tấn Phát) và "Trên đỉnh mùa đông" (tác giả: Trần Thiện Thanh). Sau khi chương trình được phát hành dưới dạng băng VHS, đã nhanh chóng phổ biến trong cộng đồng người Việt tại hải ngoại. Cũng nhờ đó, bà có sự thành công trở lại trong cộng đồng người Việt tại hải ngoại.
Trong những năm sau đó, bà trở thành một trong những giọng ca trụ cột của Trung tâm Thúy Nga. Bên cạnh đó, bà cũng biểu diễn và thu âm cho một số chương trình âm nhạc khác, được cộng đồng người Việt hoan nghênh. Thập niên 1980 từng được mệnh danh là "thập niên của Hương Lan", khi bà liên tiếp thành công trên cả hai lĩnh vực tân nhạc lẫn cổ nhạc. Cặp song ca Tuấn Vũ – Hương Lan cũng được xem là cặp song ca lừng danh trong thị trường âm nhạc hải ngoại cuối thập niên 1980 và đầu thập niên 1990.

### Phụng sự cho nghệ thuật của quê hương
Trong một số bài phỏng vấn, Hương Lan vẫn thường cho biết rằng cuộc đời bà chỉ phụng sự cho nghệ thuật và mơ ước của bà là được trở về hát trên chính quê hương của mình. Năm 1994, lần đầu tiên bà trở về Việt Nam cùng với những nghệ sĩ hải ngoại Quốc Anh, Đức Huy và Thảo My. Hai năm sau, Hương Lan được phép trình diễn trước khán giả tại Việt Nam nhờ ở "thiện chí phục vụ khán giả và niềm ước mơ tầm thường của mình" được nhận biết. Đến thập niên 2000, bà thường xuyên xuất hiện trong các chương trình thiếu nhi của bé Xuân Mai tại Việt Nam.
Tháng 5 năm 2009, Hương Lan tổ chức liveshow của mình tại Việt Nam với tên: Ơn đời một khúc dân ca. Tuy có nhiều trục trặc về khâu dàn dựng, cả Hương Lan và khán giả đều không vừa ý với cách làm việc của ông bầu Hữu Lộc và sự cố về tiền thù lao của công ty Nụ cười mới, nhưng liveshow đã kết thúc tốt đẹp và thu hút đông đảo khán giả với giá vé mức cao nhất lên đến 1,5 triệu đồng/vé.
Năm 2019, Hương Lan tham gia chương trình Ký ức vui vẻ với vai trò khách mời.
Năm 2023, bà tham gia mùa thứ hai của chương trình Ca sĩ mặt nạ và giành giải ba chung cuộc khi hóa thân thành mascot Cú Tây Bắc.
Năm 2024, Hương Lan kết hợp cùng Myra Trần tung MV "Mẹ ơi" vào ngày 23/05/2024.

## Đời tư
Bà lập gia đình lần đầu vào cuối năm 1975 với người bạn diễn Chí Tâm. Tuy nhiên đến năm 1982, hai người ly dị khi đang định cư ở Pháp. Hai người có với nhau hai con trai: Henry Bảo Nhi (sinh 1977) và Patrick Bảo Cang (sinh 1978).
Đầu năm 1986, trong buổi tiệc mừng sinh nhật của ca sĩ Elvis Phương, bà gặp ông Đặng Quốc Toàn, một kỹ sư cơ khí hàng không. Hai người nảy sinh tình cảm và chính thức đi đến hôn nhân vào năm 1988. Ông Toàn có ba người con riêng trước khi về sống với bà.
Bà được nghệ sĩ Hoài Linh xem như chị ruột vì từng đã dìu dắt ông ngay từ khi mới bước chân trong sự nghiệp nghệ thuật tại Mỹ.

## CD & DVD

### CD & cassette

#### Trung tâm Thúy Nga
- Thúy Nga 1 (1983) - Hát Cho Một Thời Để Yêu (Hương Lan Paris 83)
- Thúy Nga 3 (1984) -  Cuối Cùng Cho Một Tình Yêu (Hương Lan Paris 84)
- Thúy Nga 9 (1986) -  Chiếc Bóng Bên Đường, với Elvis Phương
- Thúy Nga 16 (1986) - Cánh Hoa Thời Loạn (Hương Lan Paris 86), với Duy Quang, Tuấn Vũ
- TNCD 002 (1989) - Khi Đã Yêu (The Best of Hương Lan)
- Thúy Nga 24 (1989) - Nụ Hoa Nhỏ (Hương Lan Paris 89) (TNCD13)
- Thúy Nga 37 (1991) - Người Xa Người (TNCD23), với Chế Linh
- Thúy Nga 39 (1992) - Cay Đắng Tình Đời (TNCD25), với Thái Châu
- Thúy Nga 45 (1992) - Anh Yêu Em (TNCD031), với Thái Châu
- Thúy Nga 53 (1993) - Mưa Sài Gòn, Mưa Hà Nội (TNCD049), với Ái Vân
- Thúy Nga 70 (1994) - Thành Phố Sau Lưng (TNCD055), với Mỹ Lan
- Thúy Nga 77 (1994) - Trên Dòng Sông Nhỏ (TNCD063), với Chí Tài
- TNCD 098 (1995) - Mai Lỡ Mình Xa Nhau, với Thế Sơn
- TNCD 103 (1995) - Lời Tạ Tình Cho Em, với Nguyễn Hưng
- TNCD 119 (1996) -  Hoa Tím Ngày Xưa, với Thế Sơn
- TNCD 124 (1996) - Những Khía Cạnh Cuộc Đời (Tình Khúc Lam Phương), với Thế Sơn
- TNCD 126 (1996) - Huế Và Em, với Hoái Nam
- TNCD 128 (1997) - Em Cứ Hẹn, với Hoài Nam
- TNCD 132 (1997) - Hương Phai, với Thái Châu
- TNCD 170 (1998) - Tình Chàng Ý Thiếp
- TNCD 337 (2004) -  Ru Lại Câu Hò (Tân Cổ Đặc Biệt), với Mạnh Quỳnh, Phi Nhung

#### Trung tâm Thanh Lan
- Thanh Lan 15 (1984) - Phút Đầu Tiên, với Tấn Phát
- Thanh Lan 28 (1985) - Chuyện Tình Lan Và Điệp (TLCD 11), với Duy Quang
- Thanh Lan 52 (1985) - Nỗi Buồn Châu Pha (TLCD 9, tài bản Thúy Nga 6), với Phượng Mai, Giáng Thu, Phương Hồng Ngọc, Băng Châu
- Thanh Lan 53 (1985) - Giọng Ca Dĩ Vãng (TLCD 18), với Duy Quang, Elvis Phương
- Thanh Lan 54 (1985) - Lan Và Điệp 2 (TLCD 12), với Duy Quang
- Thanh Lan 61 (1985) - Lan Và Điệp 3 (TLCD 17), với Duy Quang
- Thanh Lan 74 (1986) - Đêm Bơ Vơ (TLCD 29), với Thanh Phong
- Thanh Lan 77 (1986) - Chiếc Bóng Bên Đường (TLCD 8, tài bản Thúy Nga 9), với Elvis Phương
- Thanh Lan 80 (1986) - Cuối Cùng Cho Một Tình Yêu (TLCD 2, tài bản Thúy Nga 3)
- Thanh Lan 83 (1986) - Tím Cả Rừng Chiều (Thanh Phong 2) (TLCD 72), với Thanh Phong, Thanh Tuyền
- Thanh Lan 86 (1986) -  Đừng Xa Nhau, với Tấn Phát
- Thanh Lan 91 (1986) - Sao Anh Nỡ Đành Quên (TLCD 27), với Chế Linh, Thanh Tuyền
- Thanh Lan 94 (1987) - Ngẫn Ngơ Sầu (TLCD 28), với Duy Quang, Tuấn Anh, Tuấn Vũ
- Thanh Lan 96 (1987) - Chuyện Một Tình Yêu (Mai Khanh CD 23), với Thanh Phong, Tuấn Vũ
- Thanh Lan 98 (1987) -  Ngoại Ô Buồn, với Phương Dung, Thanh Tuyền, Băng Châu
- Thanh Lan 104 (1987) - Hương Ca Vô Tận (TLCD 4), với Thanh Phong, Thanh Tuyền, Tuấn Vũ
- Thanh Lan 106 (1988) - Sao Anh Vô Tình (TLCD46), với Ngọc Lan, Thiên Trang
- Thanh Lan 110 (1988) - Nha Trang Ngày Về, với Huy Sinh, Ngọc Lan
- Thanh Lan 120 (1988) - Nụ Cười Chua Cay (Mai Khanh CD 19), với Chế Linh, Thanh Tuyền

#### Trung tâm Làng Văn
- Làng Văn 11 (1986): Đêm Buồn Tỉnh Lẻ 2 (LVCD 117), với Chế Linh
- Làng Văn 16 (1986): Duyên Tình (LVCD170: Ai Trở Về Xứ Việt), với Khánh Ly, Thanh Phong
- Làng Văn 20 (1986): Áo Người Trinh Nữ (LVCD 098), với Chế Linh
- Làng Văn 21 (1986): Cánh Hoa Thời Loạn (LVCD 010: Tình Nồng Cháy, tài bản Thúy Nga 16), với Duy Quang, Tuấn Vũ
- Làng Văn 27 (1987): Lính Nghĩ Gì? (LVCD134: Ngày ấy mình yêu nhau), với Chế Linh, Giao Linh, Giáng Thu
- Làng Văn 30 (1987): Trên Đỉnh Đau Thương (Hương Lan Paris 87) (LVCD 049) với Elvis Phương
- Làng Văn 33 (1987): Tình Ca 2 (LVCD 149: Tình Ca 1), với Chí Tâm
- Làng Văn 34 (1987): Hoa Tím Ngày Xưa, với Phương Dung, Thanh Tuyền, Phượng Mai
- Làng Văn 37 (1987): Trao Nhau Nhẫn Cưới, với Chế Linh, Thanh Phong, Phượng Mai
- Làng Văn 39 (1987): Phận Má Hồng (LVCD 007: Cuốn Theo Chiều Gió), với nhiều ca sĩ
- Làng Văn 43 (1987): Huế Xưa Huế Bây Giờ (LVCD102)
- Làng Văn 45 (1988): Sầu Kỷ Nữ (Làng Văn CD 099: Tình Yêu Như Bài Ca), với Tuấn Anh, Tuấn Đạt
- Làng Văn 50 (1987): Nếu Xuân Này Vắng Anh (Mimosa CD 5), với nhiều ca sĩ
- Làng Văn 51 (1988): Đừng Nói Xa Nhau (Thanh Phong & Hương Lan 2) (LVCD 165), với Thanh Phong
- Làng Văn 55 (1988): Người Ở Lại Charlie (LVCD 022: Bông Cỏ May), với Thanh Tuyền
- Làng Văn 58 (1988): Cõi Buồn, với Duy Quang, Ngọc Lan, Vũ Khanh, Anh Thư
- Làng Văn 63 (1988): Tình Yêu Cách Trở (LVCD 135), với Chế Linh, Tuấn Vũ
- Làng Văn 70 (1988): Đêm Tâm Giao, với Tuấn Vũ, Giao Linh
- Làng Văn 71 (1988): Người Tình (LVCD 169), với Tuấn Vũ
- Làng Văn 73 (1988): Tình Ca 3 (LVCD 164), với Chí Tâm
- Làng Văn 74 (1988): Con Là Người Ngoại Ðạo (LVCD 044), với nhiều ca sĩ
- Làng Văn 75 (1988): Xuân Đi Lễ Chùa (LVCD 157), với nhiều ca sĩ
- Làng Văn 78 (1988): Còn Thương Rau Đắng Mọc Sau Hè (Hương Lan Paris 88) (LVCD 004), với Chí Tâm, Duy Quang
- Làng Văn 80 (1988): Tình Nào Trong Mắt Em, với Duy Khánh, Thanh Tuyền
- Làng Văn 82 (1988): Ai Cho Tôi Tình Yêu (LVCD 178), với Dũng Thanh Lâm
- Làng Văn 86 (1989): Tâm Sự Người Viễn Xứ (LVCD 176: Vợ Chồng Cua), với Hữu Phước, Chí Tâm, Phương Thanh
- Làng Văn 90 (1989): Mưa Trên Phố Huế (LVCD 041), với Duy Khánh
- Làng Văn 91 (1989): Một Thời Để Nhớ, với Vũ Khanh
- Làng Văn 92 (1989): Thu Sầu (LVCD 043), với Ngọc Lan
- Làng Văn 117 (1990): Tình Ca 4 (LVCD 175), với Chí Tâm
- Làng Văn 119 (1990): Trời Huế Vào Thu Chưa Em, với Duy Khánh
- Làng Văn 120 (1990): Thư Tình Em Gái (LVCD 166), với Chế Linh, Giáng Thu
- Làng Văn 121 (1990): Tình Khúc Trầm Tử Thiêng - Bên Này Biển (LVCD 112)
- Làng Văn 142 (1991): Nhà Anh Nhà Em (LVCD 128), với Chế Linh
- Làng Văn 148 (1992): Nối Lại Tình Xưa (LVCD 125), với Chế Linh, Thái Châu
- Làng Văn 152 (1992): Giáng Sinh (LVCD 155), với Tuấn Vũ
- Làng Văn 156 (1993): Lòng Mẹ 2 (LVCD 131), với Phương Lam
- Làng Văn 169 (1993): Những Tình Khúc Yêu Cầu (LVCD 148), với Chí Tâm
- Làng Văn 170 (1994): Tình Khúc Song Ngọc - Đàn Bà Đàn Ông (LVCD 153), với Nhật Trường
- Làng Văn 172 (1994): Còn Thương Góc Bếp Chái Hè (Hương Lan 94) (LVCD 154)
- Làng Văn 182 (1994): Ngẫu Hứng Lý Qua Cầu, với Phương Lam
- Làng Văn 189 (1995): Nguyện Ước Đầu Xuân, với Chế Linh, Quang Bình, Trang Thanh Lan
- Làng Văn 191 (1995): Em Bỏ Giòng Sông (Hương Lan 95), với Quang Bình
- Làng Văn 194 (1995): Giận Hờn, với Chế Linh
- Làng Văn 204 (1996): Qua Ngõ Nhà Em, với Phương Lam
- Làng Văn 207 (1996): Chiều Đồng Quê (Hương Lan 96), với Chế Linh
- Làng Văn 209 (1996): Mưa Bụi, với Thái Châu, Hoài Nam, Chế Linh
- Làng Văn 218 (1996): Về Lại Đồi Sim, với Thái Châu
- Làng Văn 250 (1998): Lỡ Mai Đời Chia Cách, với Vũ Linh
- Làng Văn 323 (2000): Trích Đoạn Cải Lương, với Phượng Mai, Thanh Thảo
- Làng Văn 324 (2000): Trích Đoạn Cải Lương 2, với Phượng Mai, Trọng Phúc, Chí Linh
- Làng Văn 325 (2000): Con gái Chị Hằng, với Phượng Mai, Điệp Lang, Trọng Phúc, Trương Hoàng Long

#### Trung tâm Giáng Ngọc
- Giáng Ngọc 27 (1987) - Hồn Trinh Nữ, với Thanh Tuyền, Giao Linh
- Giáng Ngọc 31 (1987) - Tứ Quý, với Tuấn Vũ, Ngọc Lan, Duy Quang
- Giáng Ngọc 47 (1988) - Hồn Trinh Nữ 2, với Thiên Trang, Giao Linh
- Giáng Ngọc 50 (1988) - Cay Đắng Bờ Môi, với Thanh Phong, Thanh Tuyền
- Giáng Ngọc 71 (1989) - Mười Thương, với Tuấn Vũ, Thanh Tuyền
- Giáng Ngọc 77 (1989) - Huế Mù Sương, với Chế Linh, Thanh Tuyền
- Giáng Ngọc 87 (1989) - Xin Gọi Nhau Là Cố Nhân, với Tuấn Vũ, Thanh Tuyền
- Giáng Ngọc 88 (1989) - Quán Nửa Khuya, với Hữu Phước, Tuấn Vũ
- Giáng Ngọc 92 (1989) - Vỹ Dạ Đò Trăng, với Duy Khánh, Thiên Trang
- Giáng Ngọc 95 (1990) - Dạ vũ mừng xuân, với Ngọc Lan, Quốc Anh, Kim Anh
- Giáng Ngọc 103 (1990) - Mảnh Tình Thương, với Tuấn Vũ, Thanh Tuyền, Nhật Linh
- Giáng Ngọc 111 (1991) - Dân Ca Ba Miền, với Chí Tâm, Thanh Tuyền
- Giáng Ngọc 154 (1992) - Mộng Ước Mai Sau, với Tuấn Vũ
- Giáng Ngọc 158 (1992) - Cơn Mê Tình Ái, với Thanh Tuyền, Giao Linh, Huy Sinh
- Giáng Ngọc 167 (1992) - Tấm Ảnh Ngày Xưa, với Duy Khánh
- Giáng Ngọc 185 (1993) - Bao Giờ Em Quên, với Duy Khánh
- Giáng Ngọc 198 (1994) - Lý Chim Quyên, với Phượng Mai, Tuấn Vũ, Nhật Linh

#### Trung tâm Thúy Anh
- Thúy Anh 1 (1987) - Bao Giờ Em Quên, với Băng Châu (TACD 18)
- Thúy Anh 33 (1988) - Ai Khổ Vì Ai, với Giao Linh, Như Mai (TACD 32)
- Thúy Anh 39 (1988) - Cảm Ơn, với Giao Linh, Băng Châu, Anh Thoại (TACD 27)
- Thúy Anh 62 (1991) - Bảy Ngày Đợi Mong, với Tuấn Vũ, Thiên Trang, Phương Dung (TACD 55)
- Thúy Anh 69 (1992) - Nếu Ai Có Hỏi, với Tuấn Vũ
- Thúy Anh 71 (1992) - Hương Lan Đặc Biệt
- Thúy Anh 81 (1993) - Hương Lan Nhạc Tuyển 2
- Thúy Anh 87 (1993) - Tàu Về Quê Hương, với Mỹ Huyền, Phi Nhung
- Thúy Anh 89 (1994) - Hương Lan Nhạc Tuyển 3
- Thúy Anh 96 (1994) - Ngẫu Hứng Lý Qua Cầu
- Thúy Anh 102 (1994) - Duyên Quê, với Tuấn Vũ
- Thúy Anh 110 (1994) - Chiều Quê Hương, với Phượng Mai
- Thúy Anh 116 (1996) - Đường Về Hai Thôn
- Thúy Anh 117 (1996) - Vì Yêu Em
- Thúy Anh 119 (1996) - Lối Về Xóm Nhỏ, với Chế Linh
- Thúy Anh 125 (1996) - Hình bóng quê nhà, với Mạnh Hùng
- Thúy Anh 130 (1997) - Tiếng Hát Hương Lan 1997, với Chí Tâm
- Thúy Anh 144 (1997) - Liên Khúc Quê Hương, với Tuấn Vũ, Mỹ Huyền

#### Trung tâm Phượng Hoàng
- Phượng Hoàng 19 (1990) - Thương Hoài Ngàn Năm (PHCD 15), với Sơn Tuyền, Tuấn Vũ
- Phượng Hoàng 22 (1991) - Đôi Ngã Chia Ly, với Duy Quang, Phượng Mai
- Phượng Hoàng 27 (1991) - Nỗi Buồn Sa Mạc, với Duy Quang, Phượng Mai, Thanh Phong
- Phượng Hoàng 40 (1992) - Chuyện Tình Không Dĩ Vãng
- Phượng Hoàng 41 (1992) - Hòn Vọng Phu, với Duy Khánh
- Phượng Hoàng 42 (1993) - Ngày Xuân Thăm Nhau, với Duy Khánh, Ngọc Bích, Trang Thanh Lan
- Phượng Hoàng 53 (1993) - Hương Cau Quê Ngoại, với Chí Tam, Phượng Mai, Thanh Huyền
- Phượng Hoàng 54 (1993) - Rước Tình Về Với Quê Hương, với Hữu Phước, Chí Tâm, Thanh Huyền
- Phượng Hoàng 62 (1995) - Ngày Ấy Quen Nhau, với Quang Bình, Tuấn Vũ
- Phượng Hoàng 67 (1996) - Hàn Mặc Tử, với Hoài Nam

#### Trung tâm Người Đẹp Bình Dương
- NDBD 15 (1988) - Mơ Hoa, với Tuấn Vũ, Giao Linh, Nhật Linh
- NDBD 63 (1993) - Yêu Em Vào Cõi Chết, với Thái Châu
- NDBD 66 (1994) - Hát Cho Quê Hương
- NDBD 67 (1994) - Qua Lối Nhỏ, với Nguyễn Sơn
- NDBD 70 (1994) - Gợi Nhớ Tình Xưa, với Thanh Tuyền, Nguyễn Sơn
- NDBD 71 (1994) - Trên Nhịp Cầu Tre, với Nguyễn Sơn
- NDBD 72 (1994) - Hát Cho Tuổi Học Trò
- NDBD 81 (1995) - 10 Tình Khúc Dâng Mẹ
- NDBD 95 (1995) - Nhớ Người Yêu, với Nguyễn Sơn 4
- NDBD 131 (1996) - Tuyệt Phẩm Song Ca, với Mạnh Quỳnh, Lưu Mỹ Linh
- Gold 6 - Liên Khúc Cho Em
- Gold 15 - Không Bao Giờ Quên Anh, với Tuấn Vũ
- Lệ Hằng 30 (1990) - Tình Ca Yêu Em
- Tình Ca Hải Ngoại 8 - Lời Tình Buồn, với Tuấn Vũ
- NDBD Gold 11 (1995) - Cô Gái Cần Thơ, với Chí Tâm, Hữu Phước
- NDBD Gold 16 (1996) - Bài Tình Ca Cho Anh
- NDBD Gold 25 (1997) - Lối Về Đất Mẹ, với Chế Linh
- NDBD Gold 30 (1998) - Trích Đoạn Cải Lương Lan Và Điệp, với Chí Tâm, Hữu Phước

#### Trung tâm Thanh Hằng
- Thanh Hằng 2 (1994) - Ru Anh, với Giao Linh
- Thanh Hằng 6 (1994) - Dòng Sông Hò Hẹn, với Duy Khánh, Giao Linh, Nhật Trường
- Thanh Hằng 10 (1994) -  Lời Tỏ Tình Mùa Xuân, với Thái Châu, Trang Thanh Lan
- Thanh Hằng 12 (1994) - Đập vỡ cây đàn với Tuấn Vũ, Thanh Tuyền
- Thanh Hằng ? (1994) -  Giọt Lệ Tình, với Trung Chỉnh
- Thanh Hằng 25 (1995) -  Hoa Sử Nhà Nàng, với Tuấn Vũ, Phạm Hữu
- Thanh Hằng 26 (1995) - Lời Người Ra Đi
- Thanh Hằng 38 (1996) -  Chuyện Tình Buồn, với Tuấn Vu, Phượng Mai, Thanh Tuyền
- Thái Lan (1995) -  Xiết Chặt Bàn Tay, với Nhật Trường, Tuân Vũ, Anh Khoa
- Thái Lan (1995) -  Xé Thư Tình, với Thái Châu, Hương Lan
- Thanh Trang 3 - Yêu Dấu Hà Tiên, với Hoài Nam
- Thanh Trang 4 - Cho Xin Sống Lại, với Tuấn Vũ

#### Trung tâm Tình
- Tình 2 (1995) - Hát Cho Quê Hương 2
- Tình 11 (1996) - Những Tình Khúc Bắc Sơn (Hát Cho Quê Hương 3)
- Tình 12 (1997) - Liên Khúc Quê Hương 1, với Phi Nhung, Hoài Nam
- Tình 13 (1997) - Tình Cờ Gặp Nhau (Tình Khúc Trần Quang Lộc), với Thái Châu, Hoài Nam
- Tình 15 (1997) - Mười Tình Khúc Dâng Mẹ 2
- Tình 18 (1997) - Liên Khúc Quê Hương 2, với Thái Châu, Lưu Mỹ Linh
- Tình 22 (1997) - Những Tình Khúc Hàn Châu & Ngọc Sơn (Hát Cho Quê Hương 4)
- Tình 25 (1997) - Em Đi Mùa Cưới, với Chế Linh
- Tình 26 (1998) - Hát Cho Quê Hương 5
- Tình 28 (1998) - Dòng Đời

#### Hương Lan
- Tân Cổ 1 (1995) - Còn Thương Rau Đắng Mọc Sau Hè
- Tân Cổ 2 (1996) - Chuyến Đò Quê Hương
- Tân Cổ 3 (1997) - Mẹ Là Quê Hương
- Tân Cổ 4 (1998) - Đời Nghệ Sĩ
- Tân Cổ 5 (1999) - Tân Cổ Đặc Biệt
- Tân Cổ 6 (2000) - Đàn Sáo Hậu Giang
- Tân Cổ 7 (2002) - Đổi Thay
- Tân Cổ 8 (2004) - Giòng Sông Hò Hẹn
- Hữu Phước (2004) - Một Đời Cho Nghệ Thuật
- Hương Lan (1997) - Phận Tơ Tằm
- Hương Lan (1999) - Hoài Cổ
- Hương Lan (2000) - Giấc Mơ Tuyệt Vời
- Hương Lan (2000) - Con Sáo Tình Quê
- Hương Lan (2000) - Mẹ Yêu Con
- Hương Lan (2000) - Liên Khúc Tình Yêu Và Quê Hương, với Thái Châu, Lưu Mỹ Linh
- Hương Lan (2004) - Áo Dài
- Hương Lan (2004) - Vầng Trăng Dạ Cổ
- Hương Lan (2006) - Hát Từ Cội Nguồn
- Tác Giả & Tuyệt Phẩm 1 (2012) - Lam Phương & Trúc Phương
- Tác Giả & Tuyệt Phẩm 2 (2013) - Tình khúc Lam Phương - Mộng Ước Tình Yêu, với Huy Sinh
- Tác Giả & Tuyệt Phẩm 3 (2014) - Tâm Sự Nàng Xuân, với Tuấn Vũ, Thái Châu, Hương Thủy
- Tác Giả & Tuyệt Phẩm 4 (2014) - Tạ Ơn Mẹ
- Tác Giả & Tuyệt Phẩm 5 (2016) - Hiếu Đạo, với Ngọc Linh
- Tác Giả & Tuyệt Phẩm 6 (2017) - Ngày Xưa Anh Nói, với Ngọc Linh

#### Trung tâm khác
- Bich Lien Suzan Rivera (1983) - Những Tình Khúc Biệt Ly
- Biển 15 (1996) - Trăng Hờn Tủi, với Hoài Nam
- Dạ Lan 31 (1987) - Buồn Theo Sóng Nước, với Hữu Phước
- Dạ Lan 55 (1989) - Anh Biết Em Đi Chẳng Trở Về
- Diễm Xưa 106 (1993) - Thương Anh Mắt Đợi Mắt Chờ, với Quốc Tuấn
- Đời 21 (1988) - Mỹ Nhân, với Giao Linh, Thanh Tuyền
- Đời 74 (1991) - Nhạc Tình Muôn Thuở, với Tuấn Vũ, Châu Đình An
- Hải Đăng 11 (1998) - Đêm Mưa Tỉnh Nhỏ, với Thái Châu, Hải Triều
- K Entertainment 6 (1995) - Tình Như Mây Khói,  với Cao Thanh
- Sao Đêm 7 (1994) - Thân Em Như Tấm Lụa Đào với Linh Tuấn, Thanh Huyền
- Shotguns Gold (1994): Quê Hương Xa, vời Hoài Nam
- Tektronic (1997): Tình Thoáng Mong Manh, với Anh Dũng
- Vân Sơn 001 (1997): Điệu Buồn Phương Nam, với Vân Sơn, Hoài Linh

### DVD
- Liveshow Một Đời Sân Khấu (2019, Thúy Nga đại diện)

## Các tiết mục biểu diễn trên sân khấu
Hương Lan xuất hiện thường xuyên trong chương trình Paris By Night với những nhạc phẩm tình ca quê hương như Còn thương rau đắng mọc sau hè, Em đi trên cỏ non, Chiếc áo bà ba, Điệu buồn phương Nam,...và gần đây là Cánh thiệp đầu xuân (Paris By Night 80), Mùa xuân của mẹ (Paris By Night 85), Tiễn người đi (Paris By Night 88), Chuyện chúng mình và Tàu đêm năm cũ (Paris By Night 98), Trong liveshow Con cò bé bé của Xuân Mai, Hương Lan xuất hiện hai lần hát với Xuân Mai những bài hát như "Lặng sóng trùng dương" (theo nhạc bài Dạ cổ Hoài Lang), "Vườn cây của ba" (hát cùng Xuân Mai, Rich Anh Tuấn - em trai Xuân Mai và MC Thanh Bạch) trong liveshow Con cò bé bé 15; "Lòng mẹ" và "Ngàn năm ca dao mẹ" với Xuân Mai trong Con cò bé bé 16. Mắt Huế Xưa (Paris By Night 78), Dạ cổ hoài lang (Paris By Night Divas), Chân trời tím (Paris By Night 100), Đây Thôn Vĩ Dạ, Quê nghèo (VSTAR 2013),...

### Trung tâm Thúy Nga

#### Paris By Night
| STT | Tiết mục                                                                                           | Thể hiện với | Chương trình       | Năm  |
| --- | -------------------------------------------------------------------------------------------------- | --- | ------------------ | ---- |
| 1   | Muộn Màng (Tấn Phát)                                                                               | Tấn Phát | Paris By Night 1   | 1983 |
| 2   | Trên Đỉnh Mùa Đông (Trần Thiện Thanh Toàn)                                                         | solo | Paris By Night 1   | 1983 |
| 3   | Tình Yêu Như Bóng Mây (Song Ngọc)                                                                  | solo | Paris By Night 2   | 1986 |
| 4   | Ngày Đá Đơm Bông (Nhật Ngân, Loan Thảo)                                                            | solo | Paris By Night 2   | 1986 |
| 5   | Chiều Thương Đô thị (Song Ngọc, Hoài Linh)                                                         | solo | Paris By Night 3   | 1986 |
| 6   | Xin Làm Chim Rừng Núi (Trịnh Lâm Ngân)                                                             | solo | Paris By Night 5   | 1987 |
| 7   | Niệm Khúc Cuối (Ngô Thụy Miên)                                                                     | solo | Paris By Night 6   | 1988 |
| 8   | Gặp Nhau (Hoàng Thi Thơ)                                                                           | Tuấn Vũ | Paris By Night 7   | 1989 |
| 9   | Cây Đàn Bỏ Quên (Phạm Duy)                                                                         | solo | Paris By Night 7   | 1989 |
| 10  | Như Đã Dấu Yêu (Đức Huy)                                                                           | solo | Paris By Night 8   | 1989 |
| 11  | Nụ Hoa Nhỏ (Nguyễn Cư)                                                                             | solo | Paris By Night 9   | 1989 |
| 12  | Duyên Kiếp (Lam Phương)                                                                            | Tuấn Vũ | Paris By Night 9   | 1989 |
| 13  | Chỉ Có Một Người (Minh Kỳ)                                                                         | solo | Paris By Night 10  | 1990 |
| 14  | Chuyện Đêm Mưa (Hoài Linh, Nguyễn Hiền)                                                            | solo | Paris By Night 11  | 1990 |
| 15  | Tình Bơ Vơ (Lam Phương)                                                                            | Tuấn Vũ | Paris By Night 12  | 1991 |
| 16  | Cay Đắng Bờ Môi (Châu Đình An)                                                                     | solo | Paris By Night 13  | 1991 |
| 17  | Mẹ Dạy Con (Viễn Châu)                                                                             | solo | Paris By Night 14  | 1991 |
| 18  | Con Đường Xưa Em Đi (Châu Kỳ, Hồ Đình Phương)                                                      | Chế Linh | Paris By Night 14  | 1991 |
| 19  | Tình Đời (Minh Kỳ, Vũ Chương)                                                                      | Thái Châu | Paris By Night 15  | 1991 |
| 20  | Về Dưới Mái Nhà (Xuân Tiên, Y Vân)                                                                 | Thái Châu | Paris By Night 15  | 1991 |
| 21  | Duyên Tình (Xuân Tiên, Y Vân)                                                                      | solo | Paris By Night 16  | 1992 |
| 22  | Mưa Sài Gòn, Mưa Hà Nội (Phạm Đình Chương, Hoàng Anh Tuấn)                                         | Ái Vân | Paris By Night 17  | 1992 |
| 23  | Lâu Đài Tình Ái (Trần Thiện Thanh, Mai Trung Tĩnh)                                                 | Thái Châu | Paris By Night 17  | 1992 |
| 24  | Đi Đâu Cho Thiếp Đi Cùng (Phạm Duy)                                                                | solo | Paris By Night 19  | 1993 |
| 25  | Đừng Nói Xa Nhau (Châu Kỳ, Hồ Đình Phương)                                                         | Thái Châu | Paris By Night 20  | 1993 |
| 26  | Bản Tình Cuối (Ngô Thụy Miên)                                                                      | Thái Châu | Paris By Night 21  | 1993 |
| 27  | Chuyến Đò Vĩ Tuyến (Lam Phương)                                                                    | solo | Paris By Night 22  | 1993 |
| 28  | Đoàn Người Lữ Thứ (Lam Phương)                                                                     | Phương Hồng Quế, Quang Bình, Trang Thanh Lan | Paris By Night 22  | 1993 |
| 29  | Chiếc Áo Bà Ba (Trần Thiện Thanh)                                                                  | solo | Paris By Night 24  | 1993 |
| 30  | Chuyện Hợp Tan (Quốc Dũng)                                                                         | solo | Paris By Night 25  | 1994 |
| 31  | Em Đi Trên Cỏ Non (Bắc Sơn)                                                                        | solo | Paris By Night 26  | 1994 |
| 32  | Giăng Câu (Tô Thanh Tùng)                                                                          | Elvis Phương, Quang Bình, Trang Thanh Lan | Paris By Night 26  | 1994 |
| 33  | Các Anh Đi (Văn Phụng, Hoàng Trung Thông)                                                          | solo | Paris By Night 27  | 1994 |
| 34  | LK Khóc Thầm, Vùng Trời Ngày Đó (Lam Phương)                                                       | solo | Paris By Night 28  | 1994 |
| 35  | Nhớ Người Ra Đi (Phạm Duy)                                                                         | solo | Paris By Night 30  | 1995 |
| 36  | Lời Tạ Tình (Tuấn Khanh)                                                                           | Nguyễn Hưng | Paris By Night 31  | 1995 |
| 37  | Quê Hương Bỏ Lại (Tô Huyền Vân)                                                                    | solo | Paris By Night 32  | 1995 |
| 38  | Như Đã Dấu Yêu (Đức Huy)                                                                           | Nguyễn Hưng | Paris By Night 33  | 1995 |
| 39  | Khóc Một Dòng Sông (Đức Huy)                                                                       | solo | Paris By Night 33  | 1995 |
| 40  | Và Con Tim Đã Vui Trở Lại (Đức Huy)                                                                | Đức Huy, Khánh Hà, Duy Quang, Ngọc Lan, Don Hồ, Thảo My, Henry Chúc, Ái Vân, Dalena, Nguyễn Hưng, Thanh Hà, Thế Sơn, Bảo Hân, Phi Phi | Paris By Night 33  | 1995 |
| 41  | Đời Nghệ Sĩ                                                                                        | solo | Paris By Night 34  | 1995 |
| 42  | Hoàng Hôn Màu Tím (Thế Hiển)                                                                       | solo | Paris By Night 35  | 1996 |
| 43  | Duyên Nợ Chợ Trời (Quy Sắc, Đức Phú)                                                               | Chí Tâm | Paris By Night 36  | 1996 |
| 44  | Giận Mà Thương                                                                                     | solo | Paris By Night 36  | 1996 |
| 45  | Đồi Thông Hai Mộ (Hồng Vân)                                                                        | solo | Paris By Night 37  | 1996 |
| 46  | Nấu Bánh Đêm Xuân (Quy Sắc)                                                                        | Chí Tâm | Paris By Night 38  | 1996 |
| 47  | Quê Hương Và Mẹ Hiền (Văn Đắc Nguyên)                                                              | solo | Paris By Night 38  | 1996 |
| 48  | Lòng Mẹ (Y Vân)                                                                                    | solo | Paris By Night 40  | 1997 |
| 49  | Tình Mùa Hoa Đào (Hoàng Thi Thơ)                                                                   | solo | Paris By Night 41  | 1997 |
| 50  | Đau Xót Lý Chim Quyên (Vũ Đức Sao Biển)                                                            | solo | Paris By Night 42  | 1997 |
| 51  | Tình Chàng Ý Thiếp (Y Vân)                                                                         | solo | Paris By Night 43  | 1998 |
| 52  | Mai Lỡ Mình Xa Nhau (Lưu Trần Lê)                                                                  | Hoài Nam | Paris By Night 45  | 1998 |
| 53  | Bánh Bông Lan (Loan Thảo)                                                                          | Chí Tâm | Paris By Night 45  | 1998 |
| 54  | Ai Nhớ Chăng Ai (Hoàng Thi Thơ)                                                                    | solo | Paris By Night 47  | 1999 |
| 55  | Gác Nhỏ Đêm Xuân (Minh Kỳ, Lê Dinh)                                                                | solo | Paris By Night 76  | 2005 |
| 56  | Mắt Huế Xưa (Quốc Dũng, Đinh Trầm Ca)                                                              | solo | Paris By Night 78  | 2005 |
| 57  | Cánh Thiệp Đầu Xuân (Minh Kỳ, Lê Dinh, Hoàng Song Việt)                                            | solo | Paris By Night 80  | 2006 |
| 58  | Hoài Cổ (Thanh Sơn)                                                                                | solo | Paris By Night 83  | 2006 |
| 59  | LK Nỗi Buồn Hoa Phượng, Lưu Bút Ngày Xanh (Thanh Sơn)                                              | Hoàng Oanh, Như Quỳnh | Paris By Night 83  | 2006 |
| 60  | Tân cổ: Hai Sắc Hoa, Một Nỗi Niềm (Hoàng Song Việt)                                                | Xuân Mai | Paris By Night 84  | 2006 |
| 61  | LK Cảm Ơn (Ngân Khánh), Mùa Xuân Của Mẹ (Trịnh Lâm Ngân)                                           | Chế Linh | Paris By Night 85  | 2007 |
| 62  | Xuân Miền Nam (Văn Phụng, Tuấn Nghĩa)                                                              | Khánh Ly, Hoàng Oanh, Phương Hồng Quế | Paris By Night 85  | 2007 |
| 63  | Tiễn Người Đi (Lam Phương)                                                                         | solo | Paris By Night 88  | 2007 |
| 64  | LK Gió Bấc (Võ Thiện Thanh), Lý Con Sáo Bạc Liêu (Phan Ni Tấn)                                     | Tâm Đoan | Paris By Night 89  | 2007 |
| 65  | Tân cổ: Tiếng Hò Miền Nam (Phạm Duy, Viễn Châu)                                                    | Minh Vương | Paris By Night 91  | 2008 |
| 66  | Tân cổ: Lòng Mẹ (Y Vân, Hoàng Song Việt)                                                           | Hồng Nga | Paris By Night 92  | 2008 |
| 67  | Mưa (Văn Phụng, Văn Khôi)                                                                          | solo | Paris By Night 93  | 2008 |
| 68  | 7000 Đêm Góp Lại (Trầm Tử Thiêng)                                                                  | solo | Paris By Night 94  | 2008 |
| 69  | LK Hai Lối Mộng, Chuyện Chúng Mình, Tàu Đêm Năm Cũ (Trúc Phương)                                   | Thanh Tuyền | Paris By Night 98  | 2009 |
| 70  | Chân Trời Tím (Trần Thiện Thanh, Nguyễn Văn Hạnh)                                                  | Thái Châu | Paris By Night 100 | 2010 |
| 71  | LK Tình Chết Theo Thời Gian, Giọt Lệ Sầu (Lam Phương)                                              | Thái Châu | Paris By Night 102 | 2011 |
| 72  | Tân cổ: Thiêng Liêng Tình Mẹ (Mai Thu Sơn, Viễn Châu)                                              | Hương Thủy | Paris By Night 104 | 2011 |
| 73  | Phận Tơ Tằm (Minh Kỳ, Hồ Tịnh Tâm)                                                                 | solo | Paris By Night 106 | 2012 |
| 74  | LK Bóng Nhỏ Đường Chiều, Đêm Tâm Sự (Trúc Phương)                                                  | Thái Châu | Paris By Night 107 | 2013 |
| 75  | Hoa Nở Về Đêm (Mạnh Phát)                                                                          | Giang Tử | Paris By Night 109 | 2013 |
| 76  | Hát Mãi Bài Tình Ca (Thái Thịnh)                                                                   | Minh Tuyết, Như Loan, Tóc Tiên, Như Quỳnh, Don Hồ, Mai Thiên Vân, Hạ Vy, Mạnh Quỳnh, Hương Thủy, Quang Lê, Ngọc Hạ, Trần Thái Hòa, Thế Sơn, Châu Ngọc, Hồ Lệ Thu, Kỳ Phương Uyên, Mai Tiến Dũng, Quỳnh Vi, Trịnh Lam, Lương Tùng Quang, Diễm Sương, Duy Trường, Khánh Lâm, Tommy Ngô, Lynda Trang Đài, Đình Bảo, Ánh Minh, Hương Giang, Anh Tú, Thiên Tôn, Ý Lan, Ngọc Anh, Thu Phương, Giang Tử, Thái Châu, Quang Dũng, Nguyễn Hưng, Thanh Hà, Lưu Bích, Tuấn Ngọc, Khánh Hà, Dương Triệu Vũ, Lam Anh, Bằng Kiều, Họa Mi, Elvis Phương | Paris By Night 109 | 2013 |
| 77  | Chấp Nhận (Lam Phương)                                                                             | Thái Châu | Paris By Night 110 | 2014 |
| 78  | LK Sương Lạnh Chiều Đông, Chuyến Đi Về Sáng (Mạnh Phát)                                            | Giang Tử | Paris By Night 111 | 2014 |
| 79  | Mùa Đông Xứ Huế (Minh Kỳ, Lê Dinh)                                                                 | solo | Paris By Night 112 | 2014 |
| 80  | LK Quê Nghèo (Phạm Duy), Mẹ (Nguyễn Linh Diệu, Nguyễn Đình Toàn)                                   | Hương Giang, Hoàng Nhung | Paris By Night 114 | 2015 |
| 81  | LK Em Về Miệt Thứ (Hà Phương), Em Đi Trên Cỏ Non (Bắc Sơn)                                         | Như Quỳnh, Tâm Đoan, Hạ Vy, Mai Thiên Vân | Paris By Night 115 | 2015 |
| 82  | Tình Yêu Trả Lại Trăng Sao (Lê Dinh)                                                               | solo | Paris By Night 119 | 2016 |
| 83  | Tân cổ: Con Gái Của Mẹ (Giao Tiên, Hoàng Song Việt)                                                | Châu Ngọc Hà | Paris By Night 122 | 2017 |
| 84  | Nối Lại Tình Xưa (Ngân Giang)                                                                      | Chế Linh | Paris By Night 123 | 2017 |
| 85  | Chiều Mưa Biên Giới (Nguyễn Văn Đông)                                                              | solo | Paris By Night 125 | 2018 |
| 86  | Bên Dòng Sông Trẹm (Phan Ni Tấn)                                                                   | solo | Paris By Night 127 | 2018 |
| 87  | Cánh Buồm Chuyển Bến (Minh Kỳ, Hoài Linh)                                                          | Hoàng Oanh | Paris By Night 128 | 2019 |
| 88  | Đêm Tóc Rối (Hàn Châu)                                                                             | solo | Paris By Night 130 | 2020 |
| 89  | Tiếc (Lam Phương)                                                                                  | Anh Dũng | Paris By Night 131 | 2021 |
| 90  | Bài Ca Dao Đầu Đời (Thanh Sơn, Quốc Dũng)                                                          | Băng Tâm | Paris By Night 133 | 2022 |
| 91  | Cách Xa (Song Ngọc, Nguyễn Bính)                                                                   | Thái Châu | Paris By Night 134 | 2023 |
| 92  | Hơn Một Lời Cảm Ơn (Ngô Minh Tài)                                                                  | Ngọc Anh, Ý Lan, Tuấn Ngọc, Khánh Hà, Bằng Kiều, Minh Tuyết, Trần Thái Hòa, Lam Anh, Đình Bảo, Kỳ Phương Uyên, Nguyễn Hồng Nhung, Ngọc Hạ, Tuấn Phước, Thiên Tôn, Hoàng Oanh, Thanh Tuyền, Phương Hồng Quế, Thanh Hà, Quang Dũng, Trường Vũ, Như Quỳnh, Quang Lê, Thái Châu, Họa Mi, Nguyễn Hưng, Hương Thủy, Băng Tâm, Hoàng Nhung, Hà Thanh Xuân, Trịnh Lam, Phương Yến Linh, Ngọc Ngữ, Châu Ngọc Hà, Tâm Đoan, Mạnh Quỳnh, Phương Loan, Đan Nguyên, Lương Tùng Quang, Như Loan, Hoàng Mỹ An, Như Ý, Lâm Thúy Vân, Myra Trần, Don Hồ  | Paris By Night 134 | 2023 |
| 93  | LK Tình Quê Hương (Văn Cao, Việt Lang), Qua Cơn Mê (Trịnh Lâm Ngân), Cho Lần Cuối (Lê Uyên Phương) | Sơn Ca, Họa Mi | Paris By Night 136 | 2024 |
| 94  | LK Màu Hoa Thiên Lý, Biết Đâu Tìm (Hoàng Thi Thơ)                                                  | Họa Mi | Paris By Night 136 | 2024 |
| 95  | Giã Từ Cố Đô (Phạm Mạnh Cương)                                                                     | solo | Paris By Night 137 | 2024 |
| 96  | Trích đoạn cải lương: Bà Huyện Xử Án (Hữu Lộc & Kha Tuấn)                                          | Thanh Hằng, Phương Hồng Thủy, Minh Nhí, Tuấn Châu, Huỳnh Tiến Khoa, Hoài Linh | Paris By Night 138 | 2025 |
| 97  | Người Bạn Tình Xưa (Anh Việt Thu)                                                                  | solo | Paris By Night 138 | 2025 |

#### Thuy Nga Music Box
| STT | Tên bài hát                                                     | Thể hiện với                                     | Chương trình           | Năm  |
| --- | --------------------------------------------------------------- | ------------------------------------------------ | ---------------------- | ---- |
| 1   | Mẹ Tôi (Nhị Hà)                                                 | solo                                             | Thúy Nga Music Box #1  | 2020 |
| 2   | Đèn Khuya (Tân Nhạc: Lam Phương, Vọng Cổ: Hoàng Song Việt)      | Ý Lan                                            | Thúy Nga Music Box #1  | 2020 |
| 3   | Hiếu Đạo (Nhà Sư Quang Minh Hải)                                | solo                                             | Thúy Nga Music Box #1  | 2020 |
| 4   | Tạ Ơn Mẹ (Lam Phương)                                           | solo                                             | Thúy Nga Music Box #1  | 2020 |
| 5   | Lối Về Đất Mẹ (Duy Khánh)                                       | solo                                             | Thúy Nga Music Box #1  | 2020 |
| 6   | Mẹ Tôi (Trần Tiến)                                              | Ý Lan                                            | Thúy Nga Music Box #1  | 2020 |
| 7   | Buồn Không Em (Lam Phương)                                      | solo                                             | Thúy Nga Music Box #12 | 2020 |
| 8   | Cỏ Úa (Lam Phương)                                              | solo                                             | Thúy Nga Music Box #12 | 2020 |
| 9   | Đà Lạt Cô Liêu (Lam Phương)                                     | solo                                             | Thúy Nga Music Box #12 | 2020 |
| 10  | Một Đời Tan Vỡ (Lam Phương)                                     | solo                                             | Thúy Nga Music Box #12 | 2020 |
| 11  | Nửa Đời Yêu Em (Lam Phương)                                     | solo                                             | Thúy Nga Music Box #12 | 2020 |
| 12  | Chiều Tây Đô (Lam Phương)                                       | solo                                             | Thúy Nga Music Box #12 | 2020 |
| 13  | Chấp Nhận (Lam Phương)                                          | solo                                             | Thúy Nga Music Box #12 | 2020 |
| 14  | Chuyện Buồn Ngày Xuân (Lam Phương)                              | solo                                             | Thúy Nga Music Box #12 | 2020 |
| 15  | Mơ (Lam Phương)                                                 | solo                                             | Thúy Nga Music Box #12 | 2020 |
| 16  | Quên (Lam Phương)                                               | solo                                             | Thúy Nga Music Box #12 | 2020 |
| 17  | Cho Em Quên Tuổi Ngọc (Lam Phương)                              | solo                                             | Thúy Nga Music Box #12 | 2020 |
| 18  | Tình Đẹp Như Mơ (Lam Phương)                                    | solo                                             | Thúy Nga Music Box #12 | 2020 |
| 19  | Như Giấc Chiêm Bao (Lam Phương)                                 | solo                                             | Thúy Nga Music Box #12 | 2020 |
| 20  | Hương Tình Muộn (Nhật Ngân, thơ: Hương Thảo)                    | solo                                             | Thúy Nga Music Box #19 | 2020 |
| 21  | Xin Làm Chim Rừng Núi (Trịnh Lâm Ngân)                          | solo                                             | Thúy Nga Music Box #19 | 2020 |
| 22  | Qua Cơn Mê (Trịnh Lâm Ngân)                                     | solo                                             | Thúy Nga Music Box #19 | 2020 |
| 23  | Ru Ta Một Mình (Trịnh Lâm Ngân)                                 | solo                                             | Thúy Nga Music Box #19 | 2020 |
| 24  | Huế Và Em (Nhật Ngân)                                           | solo                                             | Thúy Nga Music Box #19 | 2020 |
| 25  | Rồi 30 Năm Qua (Nhật Ngân)                                      | Băng Tâm                                         | Thúy Nga Music Box #19 | 2020 |
| 26  | Xuân Này Con Không Về (Trịnh Lâm Ngân)                          | Ngọc Ngữ, Băng Tâm                               | Thúy Nga Music Box #19 | 2020 |
| 27  | Chàng Là Ai (Tân nhạc: Nguyễn Hữu Thiết, Vọng cổ: Viễn Châu)    | solo                                             | Thúy Nga Music Box #55 | 2024 |
| 28  | Tâm Sự Mộng Cầm (Viễn Châu)                                     | Linh Tâm                                         | Thúy Nga Music Box #55 | 2024 |
| 29  | Mẹ Dạy Con (Viễn Châu)                                          | solo                                             | Thúy Nga Music Box #55 | 2024 |
| 30  | Trích đoạn: Sầu Vương Ý Nhạc (Viễn Châu)                        | Hương Thủy, Kim Tiểu Long                        | Thúy Nga Music Box #55 | 2024 |
| 31  | Mùa Xuân Của Mẹ (Tân nhạc: Trịnh Lâm Ngân, Vọng cổ: Viễn Châu)  | Kim Tiểu Long                                    | Thúy Nga Music Box #55 | 2024 |
| 32  | Nghe Vọng Cổ Nhớ Quê Hương (Viễn Châu)                          | solo                                             | Thúy Nga Music Box #55 | 2024 |
| 33  | Tình Thắm Duyên Quê (Tân nhạc: Trúc Phương, Vọng cổ: Viễn Châu) | Phượng Liên, Linh Tâm, Hương Thủy, Kim Tiểu Long | Thúy Nga Music Box #55 | 2024 |

#### Chương trình thu hình khác
| STT | Tiết mục                                             | Thể hiện với                                                               | Chương trình                 | Năm  |
| --- | ---------------------------------------------------- | -------------------------------------------------------------------------- | ---------------------------- | ---- |
| 1   | Huyền Sử Ca Một Người Mang Tên Quốc (Phạm Duy)       | solo                                                                       | Giã Biệt Sài Gòn             | 1986 |
| 2   | Tưởng Như Còn Người Yêu (Phạm Duy)                   | solo                                                                       | Giọt Nước Mắt Cho Việt Nam   | 1987 |
| 3   | Đêm Tàn Bến Ngự (Dương Thiệu Tước)                   | solo                                                                       | Nước Non Ngàn Dặm Ra Đi      | 1987 |
| 4   | Mai Trở Lại Huế (Nguyễn Cư)                          | solo                                                                       | Mùa Xuân Nào Ta Về           | 1992 |
| 5   | Mùa Xuân Nào Ta Về (Lam Phương)                      | Thái Châu, Phương Hồng Quế                                                 | Mùa Xuân Nào Ta Về           | 1992 |
| 6   | Dạ Cổ Hoài Lang (Cao Văn Lầu)                        | solo                                                                       | Paris By Night Divas         | 2010 |
| 7   | LK Người Ngoài Phố (Anh Việt Thu), Phố Đêm (Tâm Anh) | Mai Thiên Vân                                                              | Paris By Night 104 VIP Party | 2012 |
| 8   | Sa Mưa Giông (Bắc Sơn)                               | solo                                                                       | VSTAR 2012 – Đêm Trao Giải   | 2012 |
| 9   | Mưa Nửa Đêm (Trúc Phương)                            | solo                                                                       | Paris By Night 106 VIP Party | 2013 |
| 10  | Đây Thôn Vĩ Dạ (Phan Huỳnh Điểu, Hàn Mặc Tử)         | solo                                                                       | VSTAR 2013 – Đêm Trao Giải   | 2014 |
| 11  | Dâng Chúa Hài Nhi (Phan Ngọc Hiển)                   | solo                                                                       | Paris By Night Gloria 2      | 2014 |
| 12  | Đêm Gành Hào Nghe Điệu Hoài Lang (Vũ Đức Sao Biển)   | solo                                                                       | VSTAR 2014 – Đêm Trao Giải   | 2016 |
| 13  | Tình Hoài Hương (Phạm Duy)                           | solo                                                                       | Divas Live Concert           | 2016 |
| 14  | Em Đi Trên Cỏ Non (Bắc Sơn)                          | Mai Thiên Vân                                                              | Divas Live Concert           | 2016 |
| 15  | Chiều Thương Đô Thị (Song Ngọc)                      | solo                                                                       | Paris By Night 128 VIP Party | 2018 |
| 16  | Lòng Mẹ (Y Vân)                                      | Ý Lan, Khánh Hà, Hương Thủy, Băng Tâm, Châu Ngọc Hà                        | Những Giọng Ca Tiếp Nối      | 2021 |
| 17  | Thư Xuân Hải Ngoại (Trầm Tử Thiêng)                  | solo                                                                       | Những Giọng Ca Tiếp Nối      | 2021 |
| 18  | LK Bắc Sơn (Bông Bưởi Hoa Cau & Bông Bí Vàng)        | solo                                                                       | Những Giọng Ca Tiếp Nối      | 2021 |
| 19  | Xin Anh Giữ Trọn Tình Quê (Duy Khánh)                | solo                                                                       | Những Giọng Ca Tiếp Nối      | 2021 |
| 20  | Mẹ Tôi (Trần Tiến)                                   | solo                                                                       | Những Giọng Ca Tiếp Nối      | 2021 |
| 21  | Đố Ai (Phạm Duy)                                     | Ý Lan                                                                      | Những Giọng Ca Tiếp Nối      | 2021 |
| 22  | Vọng Cổ “Khóc Con” (Viễn Châu)                       | solo                                                                       | Những Giọng Ca Tiếp Nối      | 2021 |
| 23  | LK Người Về (Phạm Duy) & Ngày Tạm Biệt (Lam Phương)  | Ý Lan, Khánh Hà, Hương Thủy, Băng Tâm, Châu Ngọc Hà, Ngọc Linh, Tuấn Phước | Những Giọng Ca Tiếp Nối      | 2021 |
| 24  | Mai Lỡ Mình Xa Nhau (Lưu Trần Lê)                    | Chế Linh                                                                   | Con Thương Nhớ Mẹ            | 2022 |
| 25  | Vọng cổ: Nhớ Mẹ (Viễn Châu)                          | solo                                                                       | Con Thương Nhớ Mẹ            | 2022 |
| 26  | Để Trả Lời Một Câu Hỏi (Trúc Phương)                 | solo                                                                       | Bolero & Em                  | 2024 |
| 27  | Dang Dở (Hồ Phi Nal)                                 | solo                                                                       | Bolero & Em                  | 2024 |

### Trung tâm Mây – Dạ Lan
| STT | Tiết mục                             | Thể hiện với | Chương trình       | Năm  |
| --- | ------------------------------------ | ------------ | ------------------ | ---- |
| 1   | Khi Mình Xa Nhau (Anh Bằng, Lê Dinh) | solo         | Hollywood Night 1  | 1992 |
| 2   | Ngẫu Hứng Ru Con (Bảo Phúc)          | solo         | Hollywood Night 8  | 1993 |
| 3   | Độc Huyền (Trần Trịnh)               | solo         | Hollywood Night 14 | 1996 |

### Trung tâm Vân Sơn
Với Trung tâm Vân Sơn:
| STT | Tiết mục                                                           | Thể hiện với                        | Chương trình | Năm  |
| --- | ------------------------------------------------------------------ | ----------------------------------- | ------------ | ---- |
| 1   | Ngẫu Hứng Lý Chim Quyên                                            | Thiện Bảo, Crystal Ngô, Jeannie Ngô | Vân Sơn 3    | 1996 |
| 2   | Giờ Tý Canh Ba (Song Ngọc)                                         | Vân Sơn                             | Vân Sơn 4    | 1996 |
| 3   | Về Quê Ngoại 2 (Hàn Châu)                                          | solo                                | Vân Sơn 4    | 1996 |
| 4   | Xuân Tha Phương                                                    | solo                                | Vân Sơn 5    | 1997 |
| 5   | Điệu Buồn Phương Nam (Vũ Đức Sao Biển)                             | solo                                | Vân Sơn 6    | 1997 |
| 6   | Người Đã Phai Lòng (Ngọc Sơn)                                      | solo                                | Vân Sơn 7    | 1998 |
| 7   | Giòng Đời (Thu Việt)                                               | solo                                | Vân Sơn 9    | 1998 |
| 8   | Đàn Sáo Hậu Giang (Trần Long Ẩn)                                   | solo                                | Vân Sơn 10   | 1998 |
| 9   | Thương Nhớ Miền Tây                                                | solo                                | Vân Sơn 34   | 2006 |
| 10  | LK Trên Bến Sông Buồn (Tiến Luân) & Một Thoáng Duyên quê (Phố Thu) | Thanh Tuyền                         | Vân Sơn 35   | 2006 |

### Liveshow Con cò bé bé
| STT | Tiết mục                          | Thể hiện với | Chương trình    | Năm  |
| --- | --------------------------------- | ------------ | --------------- | ---- |
| 1   | Lặng Sóng Trùng Dương (Viễn Châu) | Xuân Mai     | Con cò bé bé 15 | 2004 |

### Trung tâm Asia
Tính đến nay, Hương Lan mới có 2 lần xuất hiện trên sân khấu trung tâm ASIA
| STT | Tiết mục                      | Thể hiện với | Chương trình | Năm  |
| --- | ----------------------------- | ------------ | ------------ | ---- |
| 1   | Mưa Đêm Ngoại Ô (Đỗ Kim Bảng) | solo         | ASIA 28      | 2000 |

Chương trình thu hình khác
| STT | Tiết mục                      | Thể hiện với | Chương trình                             | Năm  |
| --- | ----------------------------- | ------------ | ---------------------------------------- | ---- |
| 1   | Đêm Sầu Đâu (Hoàng Song Việt) | Băng Tâm     | Băng Tâm Liveshow - Thiêng Liêng Tình Mẹ | 2015 |

### Trung tâm Tình
| STT | Tiết mục                                                | Thể hiện với | Chương trình                      | Năm  |
| --- | ------------------------------------------------------- | ------------ | --------------------------------- | ---- |
| 1   | Bông Bí Vàng (Bắc Sơn)                                  | solo         | Quê Hương Tình Yêu Và Tuổi Trẻ    | 1996 |
| 2   | Gió Thổi Bên Sông                                       | solo         | Quê Hương Tình Yêu Và Tuổi Trẻ 2  | 1998 |
| 3   | Lý Lửa Gần Rơm                                          | Hoài Linh    | Quê Hương Tình Yêu Và Tuổi Trẻ 2  | 1998 |
| 4   | Hạ Thương (Hàn Châu)                                    | solo         | Quê Hương Tình Yêu Và Tuổi Trẻ 3  | 1998 |
| 5   | Anh Sáu Về Quê                                          | Hoài Linh    | Quê Hương Tình Yêu Và Tuổi Trẻ 4  | 1999 |
| 6   | Tơ Duyên (Ngọc Sơn)                                     | solo         | Quê Hương Tình Yêu Và Tuổi Trẻ 4  | 1999 |
| 7   | Ninh Kiều Em Gái Cần Thơ                                | solo         | Quê Hương Tình Yêu Và Tuổi Trẻ 5  | 1999 |
| 8   | Trăng Sáng Vườn Chè                                     | solo         | Quê Hương Tình Yêu Và Tuổi Trẻ 7  | 2000 |
| 9   | Tân Cổ: Tình Đẹp Mùa Chôm Chôm                          | Chí Tâm      | Quê Hương Tình Yêu Và Tuổi Trẻ 7  | 2000 |
| 10  | Hoài Thu (Văn Trí)                                      | solo         | Quê Hương Tình Yêu Và Tuổi Trẻ 12 | 2004 |
| 11  | LK Còn Thương Rau Đắng Mọc Sau Hè, Màu Hoa Bí (Bắc Sơn) | solo         | Quê Hương Tình Yêu Và Tuổi Trẻ 14 | 2006 |
| 12  | Ra Giêng Anh Cưới Em (Lê Giang, Lư Nhất Vũ)             | Hoài Linh    | Quê Hương Tình Yêu Và Tuổi Trẻ 15 | 2007 |

### Bước chân hai thế hệ
| STT | Tiết mục                          | Thể hiện với | Chương trình           | Năm  |
| --- | --------------------------------- | ------------ | ---------------------- | ---- |
| 1   | Người ngoài phố (Anh Việt Thu)    |              | Bước chân hai thế hệ 1 | 2009 |
| 2   | Hát về cội nguồn (Phan Chí Thanh) |              | Bước chân hai thế hệ 1 | 2009 |

### Đài Vietface TV
| STT | Ca khúc                          | Thể hiện với | Chương trình                       | Năm  |
| --- | -------------------------------- | ------------ | ---------------------------------- | ---- |
| 1   | Dạ Cổ Hoài Lang (Cao Văn Lầu)    | Solo         | Lễ Giỗ Tổ Ngành Nghề Sân khấu 2019 | 2019 |
| 2   | Hoài Cổ (Thanh Sơn)              | Solo         | Lễ Giỗ Tổ Ngành Nghề Sân khấu 2020 | 2020 |
| 3   | Thương Về Miền Trung (Duy Khánh) | Solo         | Gây quỹ bão lụt miền Trung         | 2020 |

### Đài SBTN
| STT | Ca khúc                                      | Thể hiện với | Chương trình           | Năm  |
| --- | -------------------------------------------- | ------------ | ---------------------- | ---- |
| 1   | Mưa Đêm Tỉnh Nhỏ (Hà Phương, Anh Việt Thanh) | Solo         | Những Ngày Xưa Thân Ái | 2021 |

### Ký ức vui vẻ
| Năm  | Chương trình | Vai trò                               |
| ---- | ------------ | ------------------------------------- |
| 2020 | Ký ức vui vẻ | Khách mời (Mùa 2 - Tập 7)             |
| 2020 | Ký ức vui vẻ | Người chơi khách mời (Mùa 2 - Tập 11) |

### Ca sĩ mặt nạ
| Năm  | Chương trình | Ca khúc | Thể hiện với                 | Vai trò                                |
| ---- | ------------ | --- | ---------------------------- | -------------------------------------- |
| 2023 | Ca sĩ mặt nạ | Đưa Em Tìm Động Hoa Vàng (Nhạc: Phạm Duy & Thơ: Phạm Thiên Thư) | Solo                         | Thí sinh (Mùa 2 với mascot Cú Tây Bắc) |
| 2023 | Ca sĩ mặt nạ | Tình Yêu Màu Nắng (Phạm Thanh Hà) | Solo                         | Thí sinh (Mùa 2 với mascot Cú Tây Bắc) |
| 2023 | Ca sĩ mặt nạ | Ngày Xưa Hoàng Thị (Nhạc: Phạm Duy & Thơ: Phạm Thiên Thư) | Solo                         | Thí sinh (Mùa 2 với mascot Cú Tây Bắc) |
| 2023 | Ca sĩ mặt nạ | LK Buồn Làm Chi Em Ơi (Nguyễn Minh Cường) - Dang Dở (Hồ Phi Nal) | Solo                         | Thí sinh (Mùa 2 với mascot Cú Tây Bắc) |
| 2023 | Ca sĩ mặt nạ | LK Bèo Dạt Mây Trôi (Dân Ca Quan Họ & Nhạc: Đặng Ngọc Long) - Người Ơi Người Ở Đừng Về (Dân Ca Quan Họ & Lời: Xuân Tứ) - Em Tôi (Nhạc: Thuận Yến & Lời: Xuân Trường) | Solo                         | Thí sinh (Mùa 2 với mascot Cú Tây Bắc) |
| 2023 | Ca sĩ mặt nạ | Gọi Em Là Đóa Hoa Sầu (Nhạc: Phạm Duy & Thơ: Phạm Thiên Thư) | Solo                         | Thí sinh (Mùa 2 với mascot Cú Tây Bắc) |
| 2023 | Ca sĩ mặt nạ | LK Từ Đó (Phan Mạnh Quỳnh) - Giấc Mơ Trưa (Nhạc: Giáng Son & Lời: Nguyễn Vĩnh Tiến)                                                                                  | Thùy Chi (với mascot Tí Nâu) | Thí sinh (Mùa 2 với mascot Cú Tây Bắc) |
| 2023 | Ca sĩ mặt nạ | Bậu Ơi Đừng Khóc (Hamlet Trương) | Solo                         | Thí sinh (Mùa 2 với mascot Cú Tây Bắc) |
| 2023 | Ca sĩ mặt nạ | Mẹ Ơi Mai Con Về (Hoàng Nhất) | Solo                         | Thí sinh (Mùa 2 với mascot Cú Tây Bắc) |